# Chilhowie
Chilhowie – miasto w Stanach Zjednoczonych, w stanie Wirginia, w hrabstwie Smyth.